# Christophe Perny
Christophe Perny est un homme politique français né le 5 août 1968 à Pontarlier (Doubs), membre du Parti socialiste puis de La République en marche. Il est président du conseil général du Jura de 2011 à 2015.

## Biographie

### Formation et parcours professionnel
Après des études secondaires à Lons-le-Saunier, il fait le choix d’une formation commerciale au sein de l’Institut Supérieur des Forces de Vente de la CCI du Jura. Il occupe ensuite des fonctions commerciales dans le monde de la communication, puis dans l’assurance. Il sera ensuite collaborateur de Jean-François Debat jusqu’en 2011, comme chargé de mission au conseil régional de Rhône-Alpes, puis directeur de cabinet adjoint du maire de Bourg-en-Bresse de 2008 à 2011.

### Parcours politique
Il adhère au Parti socialiste en 1988 pour soutenir François Mitterrand, il en démissionne en 1994 pour se rapprocher du Mouvement des Radicaux de Gauche. Revenu au PS en 1997, il fait partie de la Gauche socialiste, le courant de Jean-Luc Mélenchon, lui-même ancien militant socialiste dans le Jura. Quelques années plus tard, lors du Congrès de Reims, il rejoint la motion A de Bertrand Delanoë.
En 1992, il est candidat pour la première fois aux élections cantonales sur le Canton de Lons-le-Saunier-Nord, face à René Feït, ancien député-maire de Lons-le-Saunier. En 1995, il est élu conseiller municipal de Lons-le-Saunier, en tant que tête de liste d’une liste dissidente du PS.
En 1998, il est candidat à l'élection cantonale de Moirans-en-Montagne mais il n'arrive qu'en troisième position, derrière les candidats UDF et FN. En 2004, il est à nouveau candidat aux élections cantonales sur le Canton de Lons-le-Saunier-Nord mais il est défait par le docteur Servillat. En 2008, il remporte le Canton de Lons-le-Saunier-Sud, tenu par la droite depuis plus de 15 ans. Il devient président du groupe « Socialiste, divers gauche et apparentés » (principal groupe d'opposition). En 2011, il devient président du conseil général du Jura à la suite de cantonales favorables à la gauche, permettant ainsi à cette dernière de réaliser un "grand chelem" dans la région Franche-Comté, avec quatre départements à gauche,
En 2001, à l'élection municipale de Lons-le-Saunier, il n'est qu'en 8e position de la liste de gauche menée par Yves Colmou. En 2008, il est tête de liste aux élections municipales de Lons-le-Saunier lors desquelles il s’incline au premier tour face à Jacques Pélissard. Conseiller municipal de Lons-le-Saunier, il est désigné conseiller communautaire à la Communauté de communes du bassin lédonien (devenue Communauté d'agglomération en 2012). En 2014, il ne se présente pas aux municipales.
En 2011, il soutient François Hollande lors de la primaire citoyenne de 2011 puis lors de la présidentielle de 2012.
Il appelle en octobre 2014 au départ de Manuel Valls du gouvernement, dénonçant sa ligne « sociale libérale », « ultra minoritaire au PS et à gauche » : « Les hommes et les femmes de gauche, les socialistes en particulier, ont un devoir de désobéissance, de résistance face à ce désastre politique conduit par le Premier ministre. »
Battu aux élections départementales de mars 2015 dans le canton de Lons-le-Saunier-2, il annonce sa volonté de se retirer de la politique : « Le parti socialiste ne fait qu’accompagner ce mouvement de destruction massive des élus de gauche, donc je ne vois pas ce que je peux faire aujourd’hui. » Clément Pernot lui succède à la tête du conseil général du Jura.
En mai 2016, il adhère au parti En marche pour soutenir la démarche d'Emmanuel Macron, arguant que « la fracture n’est plus entre la droite et la gauche mais entre ceux qui veulent avancer et ceux qui ne veulent pas. ».
Se présentant comme dissident pour les élections municipales 2020 contre le candidat désigné par La République en marche, le parti prononce son exclusion. Sa liste obtient 7,7% des suffrages exprimés au premier tour. Christophe Perny propose ensuite à Jean-Yves Ravier une fusion de leur listes pour battre Christophe Bois[réf. nécessaire]. La fusion n'a finalement pas lieu.
Il quitte la vie politique et le département du Jura en mars 2023 pour devenir restaurateur dans le sud de la France, à Bandol.

## Résultats électoraux

### Élections municipales
Les résultats ci-dessous concernent uniquement les élections où il est tête de liste.
| Année | Parti | Parti      | Commune         | 1er tour | 1er tour | 1er tour | Sièges obtenus |
| Année | Parti | Parti      | Commune         | Voix     | %        | Rang     | Sièges obtenus |
| ----- | ----- | ---------- | --------------- | -------- | -------- | -------- | -------------- |
| 1995  |       | MRG        | Lons-le-Saunier |          | 8,16     | 3e       | 1 / 33         |
| 2008  |       | PS         | Lons-le-Saunier | 2 384    | 35,38    | 2e       | 6 / 33         |
| 2020  |       | LREM diss. | Lons-le-Saunier | 348      | 7,65     | 4e       | 0 / 33         |

### Élections cantonales
| Année | Parti | Parti | Canton               | 1er tour | 1er tour | 1er tour | 2d tour | 2d tour | 2d tour |
| Année | Parti | Parti | Canton               | Voix     | %        | Rang     | Voix    | %       | Issue   |
| ----- | ----- | ----- | -------------------- | -------- | -------- | -------- | ------- | ------- | ------- |
| 1992  |       | PS    | Lons-le-Saunier-Nord | 939      | 14,70    | 2e       | 2 080   | 40,94   | Battu   |
| 1998  |       | PS    | Moirans-en-Montagne  |          |          | 3e       |         |         |         |
| 2004  |       | PS    | Lons-le-Saunier-Nord | 1 994    | 34,80    | 2e       | 2 979   | 48,84   | Battu   |
| 2008  |       | PS    | Lons-le-Saunier-Sud  | 2 128    | 34,54    | 2e       | 2 492   | 50,44   | Élu     |
| 2015  |       | PS    | Lons-le-Saunier-2    | 1 356    | 25,76    | 2e       | 1 873   | 39,68   | Battu   |